# Нсоко
Нсоко е град в южен Есватини на около 5 км от границата с Южна Африка. Намира се на около 65 км североизточно от Лавумиса и на 45 км югоизточно от Малома.
Градът е разположен на река Нгвавюма.
Преди 1800 г. този малък град е бил управляван от вожд, принадлежащ към рода Мбокане. В Нсоко влажният сезон е горещ, задушен и предимно ясен, а сухият сезон е топъл и ясен. Според климатичния индекс най-подходящото време за посещение на Нсоко за дейности при горещо време е от края на февруари до средата на май.